# Louise Erdrich
Karen Louise Erdrich född 7 juni 1954 i Little Falls i Minnesota, är en amerikansk författare av indiansk och tysk härkomst.
Hon tillhör enligt de flesta kritiker en av de viktigaste representanterna för den våg av indianska författare som framträdde i slutet av 1900-talet.
Erdrich är den äldsta av sju barn till Ralph och Rita Erdrich i Little Falls, Minnesota. Hennes far är tysk-amerikan och hennes mor är av blandad fransk och Anishinaabe (Ojibwa) härkomst. Hennes farfar Patrick Gourneau var stamordförande för Turtle Mountain Band of Chippewa Indians. Själv växte hon emellertid upp i Wahpeton, North Dakota där hennes föräldrar var lärare vid Bureau of Indian Affairs skolor. Erdrich avlade Master of Arts-examen vid Johns Hopkins University 1979. Vid sidan av författarskapet driver Louise Erdrich en liten bokhandel i Minneapolis kallad Birch Bark Books.

## Kärleksbrygd
1982 publicerade Erdrich romanen Kärleksbrygd (Love Medicine). Romanen består av ett antal noveller, om några indianfamiljer på ett reservat i North Dakota, berättade ur olika personers perspektiv samtidigt som historien flyttar framåt och bakåt i tiden mellan 1930-talet och nutiden. Det nya berättarsättet, ehuru starkt influerat av William Faulkner belönade boken med National Book Critics Circle Award för sköntlitteratur. Sedan publicerandet har romanen alltid funnits tillgänglig i internationell bokhandel.

## Övriga böcker
På svenska följde så ett antal boktitlar som fördjupade skildringen av familjerna Kashpaw, Lamartine, Morrissey och Pillager på reservaten. Men när Erdrich anlade ett nytt berättarsätt som utnyttjade indiansk mytologi på åtminstone ett för svenska läsare svårtillgängligt sätt med romanen Antilopkvinnan uteblev intresset i Sverige. Därefter har Erdrichs romaner inte översatts längre. Den bok som är själva upplösningen av de mer eller mindre fantastiska händelserna är därför inte tillgänglig för de som inte läser romaner på engelska. Den romanen är The Last Report on the Miracles at Little No Horse som är en aha-upplevelse för dem som följt med och delvis förvirrats av hennes berättarkonst. Här avslöjas t.ex. fader Damien Modestes sanna natur. Han i sin tur avslöjar många mörka hemligheter om Syster Leopolda alias Pauline Puyat och om de mirakel som var förknippade med henne. Dessförinnan hade Berättelser om brinnande kärlek i sin tur rundat av och förtydligat romanverket. 
På engelska har följt romaner som tangerar händelser i övriga böcker och de bildar på så sätt tillsammans en egen fiktiv romanvärld helt i stil med Faulkners Yoknapatawpah county. Four Souls till exempel tar vid där Spår slutade. Fleur Pillager tar sin mors namn Fyra Själar, lämnar reservatet för att nästla sig in i skogsbaronernas värld i Minneapolis och Saint Paul. Tillvaron kompliceras när hon förälskar sig i mannen som skövlat skogarna på reservatet, samma man som hon ämnat utkräva hämnd av. 
The Master Butchers Singing Club tar upp tråden med det tyska arv som Erdrich bär på. Erdrichs senare böcker har andra teman än de tidigare, men står litterär sett inte dem efter på något sätt. Shadow Tag är ett relationsdrama (utan tvivel starkt självbiografiskt influerat) skrivet med ett för Erdrich ovanligt lätt språk. Romanen The Plague of Doves var en av de romaner som nominerades till Pulitzerpriset 2009. Den tidigare en smula svårtillgängliga The Antelope Wife skrevs om och publicerades i ny version under 2012. Den är också försedd med ett släktträd vilket tillsammans med de nyskrivna avsnitten gör att berättelsen om än med sedvanligt skruvade inslag blir avsevärt lättare att läsa. En helt ny roman The Round House som till tema har vita mäns våldtäkt av indiankvinnor på reservaten, vilket Erdrich menar är en föga uppmärksammad realitet, publicerades också hösten 2012. Mestadels är det nya karaktärer som figurerar, men åtskilliga nickningar till personer som tillhör Erdrichs eget romanuniversum blinkar förbi såsom Lyman Lamartine, Kasphaws och Fader Demian och många fler. På grund av ämnets angelägenhet berättas The Round House mest av endast en berättarröst, den trettonårige Joe (som är son till en av de fyra berättarrösterna i The Plague of Doves, Judge Antone Bazil Coutts). Texten blir därför mer lättillgänglig än många andra av Erdrichs romaner och företer vissa drag gemensamma med en spänningsroman eller deckare. Romanen kan ses som en pendang till The Plague of Doves och en tredje del i en blivande trilogi lär vara planerad.
För The Round House erhöll Erdrich 2012 National Book Award för årets bästa roman.

### Romaner
- Love medicine (1984)
  - Kärleksbrygd (övers. av Erik Frykman, Wahlström & Widstrand, 1985)
- The beet queen (1986)
  - Betdrottningen (översättning: Erik Frykman, Wahlström & Widstrand, 1986)
- Tracks (1988)
  - Spår (översättning: Mats Hörmark, Wahlström & Widstrand, 1989]
- The crown of Columbus [med Michael Dorris] (1991)
  - Columbus krona (översättning av Gunilla Lundborg, Wahlström & Widstrand, 1992)
- The bingo palace (1994)
  - Bingopalatset (översättning: Erik Frykman, Wahlström & Widstrand, 1994)
- Tales of burning love (1997)
  - Berättelser om brinnande kärlek (översättning: Susanne Sinclair, Kentaur, 1999)
- The antelope wife (1998)
  - Antilopkvinnan (översättning: Susanne Sinclair, Kentaur, 2000)
- The last report on the miracles at Little No Horse (2001)
- The Master Butchers Singing Club (2003)
- Four souls (2004)
- The painted drum (2005)
- The Plague of Doves (Harper, 2008)
- Shadow Tag (Harper, 2010)
- Antelope wife (reviderad version) (Harper, 2012)
- The Round House (Harper, 2012)

### Novellsamling
- The red convertible: collected and new stories 1978-2008 (2009)

### Barnböcker
- Grandmother's pigeon (1996)
- The birchbark house (1999)
- The range eternal (2002)
- The game of silence (2005)
- The porcupine year (2008)
- Chickadee (2012)

### Poesi
- Jacklight (1984)
- Baptism of desire (1989)
- Original fire: selected and new poems (2003)

### Fackböcker
- Route two (med Michael Dorris) (1990)
- The blue jay's dance (1995)
  - Blåskrikans dans (översättning: Susanne Sinclair, Kentaur, 1998)
- Books and islands in Ojibwe Country (2003)

### Som redaktör eller medarbetare
- The broken cord av Michael Dorris (förord) (1989)
- The best American short stories 1993 (redaktör, tillsammans med Katrina Kenison) (1993)